# Ann Hui
Ann Hui On-Wah (許鞍華, Pinyin: Xǔ Ānhuá, Hepburn: Kyo Anka, Anshan, Manxúria, 23 de maig de 1947) és una cineasta hongkonguesa de la nova onada de Hong Kong. En 2020 va rebre el premi Lleó d'Or de Venècia a tota la seva trajectòria a la 77a Mostra Internacional de Cinema de Venècia.

## Infància i joventut
Hui va néixer a Anshan, Manxúria, filla de pare xinès de l'Ètnia han i mare japonesa. La família es va desplaçar a Macau i després a Hong Kong quan ella tenia cinc anys. Es va graduar en llengua i literatura anglesa en la Universitat de Hong Kong en 1972, després de la qual cosa es va desplaçar a Londres on va estudiar dos anys a la London International Film School. Va tornar a Hong Kong el 1975, començant a treballar per TVB com a directora, realitzant sèries i documentals en 16 mm i com a assistent de King Hu. La seva obra més prominent en aquesta època és Boy From Vietnam (1978), primera de la trilogia de pel·lícules sobre Vietnam.

## De la televisió al cinema
Hui va deixar de treballar per a la televisió en 1979, i va realitzar la seva primera pel·lícula, The Secret, un thriller basat en un cas d'assassinat real protagonitzat per la taiwanesa Sylvia Chang, que va ser ben rebuda per crítica i públic. En 1981 va dirigir Zhuang dao zheng la seva primera experiència amb les històries de fantasmes i Woo Yuet dik goo si amb la qual continuava la seva trilogia Vietnamita. Hui va experimentar amb els efectes especials i amb les angulacions, encara que les seves següents pel·lícules se centren més en assumptes polítics i socials. Tau ban no hoi (Boat People, 1982), la tercera part de la trilogia és la més coneguda dels seus primers llargmetratges, on hi examina les dificultats econòmiques i socials dels immigrants vietnamites després de la Guerra de Vietnam.
A mitjan anys 1980, Hui va continuar fent pel·lícules aclamades per la crítica, com Qing cheng zhi lian (1984), basada en una novel·la d'Eileen Chang, o les dues parts del Wuxia basat en la novel·la de Louis Cha The Book and the Sword: Shu jian en chou lu (1987) i Xiang xiang gong zhu (1987). En 1990 va realitzar la semiautobiogràfica Ke tu qiu hen, en la qual mostra la pèrdua de la identitat i la desorientació d'una mare exiliada i la seva filla en xocar amb la cultura i la història del país que les rep.
Hui va deixar de produir pel·lícules durant un breu període en el qual va treballar principalment per a la televisió, després de la qual cosa va tornar al cinema amb pel·lícules com Nu ren si shi (1995), Ban sheng yuan (1997), en la qual adapta una altra novel·la d'Eileen Chang, Qian yan wan yu (1999), amb la qual va guanyar el Premi Golden Horse, Nam yan sei sap (2002), i Yu guanyin (2003), adaptació d'una novel·la de Hai Yan.
El 2011 la seva pel·lícula una vida simple va rebre el premi SIGNIS a la 68a Mostra Internacional de Cinema de Venècia i fou candidata a representar Hong Kong als premis Oscar de 2012, però no fou nominada. Amb la seva pel·lícula Ming yue ji shi you strenada el 2017, va guanyar per cinquena vegada el premi a la millor pel·lícula als Hong Kong Film Critics Society Awards i per sisena vegada Hong Kong Film Award al millor director i Hong Kong Film Award a la millor pel·lícula als 37ns Hong Kong Film Awards:

## Filmografia
- 1979: Fung gip
- 1980: Zhuang dao zheng
- 1981: Woo Yuet dik goo si
- 1982: Tau ban no hoi (Boat People)
- 1984: Qing cheng zhi lian
- 1987: Shu jian en chou lu
- 1987: Xiang xiang gong zhu
- 1988: Jin ye xing guang can lan
- 1990: Shanghai jiaqi
- 1990: Siu ngo gong woo
- 1990: Ke tu qiu hen
- 1991: Ji dao zhui zong
- 1993: Shao nian yu ying xiong
- 1995: Nu ren si shi
- 1996: A Jin de gu shi
- 1997: Qu ri ku duo
- 1997: Ban sheng yuan
- 1999: Qian yan wan yu
- 2001: You ling ren jian
- 2002: Nam yan sei sap
- 2003: Yu guanyin
- 2006: Yi ma de hou xian dai sheng huo
- 2008: Tin shui wai dik yat yu ye
- 2009: Tin shui wai dik ye yu mo
- 2010: Duk haan chau faan
- 2011: Una vida simple
- 2012: Beautiful 2012 - segment My Way
- 2014: Huang jin shi dai
- 2017: Ming yue ji shi you
- 2020: Di yi lu xiang

## Premis
| Any  | Premi                                                | Categoria                                 | Obra                            | Resultat         |
| ---- | ---------------------------------------------------- | ----------------------------------------- | ------------------------------- | ---------------- |
| 1983 | 2ns Hong Kong Film Awards                            | Millor director                           | Tau ban no hoi                  | Guanyador        |
| 1983 | 2ns Hong Kong Film Awards                            | Millor pel·lícula                         | Tau ban no hoi                  | Guanyador        |
| 1988 | 7ns Hong Kong Film Awards                            | Millor director                           | Shu jian en chou lu             | Nominat          |
| 1990 | Asia Pacific Film Festival                           | Millor pel·lícula                         | Ke tu qiu hen                   | Guanyador        |
| 1990 | Rimini Festival                                      | Millor pel·lícula                         | Ke tu qiu hen                   | Nominat          |
| 1990 | Premis de Cinema Golden Horse                        | Millor pel·lícula                         | Ke tu qiu hen                   | Nominat          |
| 1991 | 10ns Hong Kong Film Awards                           | Millor director                           | Ke tu qiu hen                   | Nominat          |
| 1991 | 10ns Hong Kong Film Awards                           | Millor pel·lícula                         | Ke tu qiu hen                   | Nominat          |
| 1995 | 45è Festival Internacional de Cinema de Berlín       | Os d'Or                                   | Nu ren si shi                   | Nominat          |
| 1995 | Premis de Cinema Golden Horse                        | Millor pel·lícula                         | Nu ren si shi                   | Guanyador        |
| 1995 | Golden Bauhinia Awards                               | Millor director                           | Nu ren si shi                   | Guanyador        |
| 1995 | Golden Bauhinia Awards                               | Millor pel·lícula                         | Nu ren si shi                   | Guanyador        |
| 1995 | Hong Kong Film Critics Society                       | Millor pel·lícula                         | Nu ren si shi                   | Guanyador        |
| 1995 | Festival Internacional de Cinema de Dones de Créteil | Millor pel·lícula                         | Nu ren si shi                   | Guanyador        |
| 1995 | Premis Oscar de 1995                                 | Millor pel·lícula en llengua estrangera   | Nu ren si shi                   | Plantilla:Notnom |
| 1996 | 15ns Hong Kong Film Awards                           | Millor director                           | Nu ren si shi                   | Guanyador        |
| 1996 | 15ns Hong Kong Film Awards                           | Millor pel·lícula                         | Nu ren si shi                   | Guanyador        |
| 1997 | 47è Festival Internacional de Cinema de Berlín       | Berlinale Camera                          | N/D                             | Guanyador        |
| 1997 | Orde de l'Imperi Britànic                            | Awarded MBE (Membre de l’Imperi Britànic) | N/D                             | Honorat          |
| 1999 | 36ns Premis Golden Horse                             | Millor director                           | Qian yan wan yu                 | Guanyador        |
| 1999 | Premis Oscar de 1999                                 | Millor pel·lícula en llengua estrangera   | Qian yan wan yu                 | Plantilla:Notnom |
| 1999 | 49è Festival Internacional de Cinema de Berlín       | Os d'Or                                   | Qian yan wan yu                 | Nominat          |
| 2000 | 19ns Hong Kong Film Awards                           | Millor director                           | Qian yan wan yu                 | Nominat          |
| 2001 | 8th Hong Kong Film Critics Society Awards            | Millor director                           | You ling ren jian               | Guanyador        |
| 2002 | 21ns Hong Kong Film Awards                           | Millor director                           | You ling ren jian               | Nominat          |
| 2002 | 21ns Hong Kong Film Awards                           | Millor director                           | Nam yan sei sap                 | Nominat          |
| 2004 | 26è Festival Internacional de Cinema de Moscou       | Jordi d'Or                                | Yu guanyin                      | Nominat          |
| 2004 | Festival de Cinema de Verona                         | Premi del Públic                          | Yu guanyin                      | Guanyador        |
| 2004 | Festival de Cinema de Verona                         | Millor pel·lícula                         | Yu guanyin                      | Nominat          |
| 2007 | 14th Hong Kong Film Critics Society Awards           | Millor director                           | Yi ma de hou xian dai sheng huo | Guanyador        |
| 2008 | 27ns Hong Kong Film Awards                           | Millor director                           | Yi ma de hou xian dai sheng huo | Nominat          |
| 2008 | 15ns Hong Kong Film Critics Society Awards           | Millor director                           | Tin shui wai dik yat yu ye      | Guanyador        |
| 2009 | 28ns Hong Kong Film Awards                           | Millor director                           | Tin shui wai dik yat yu ye      | Guanyador        |
| 2010 | 29ns Hong Kong Film Awards                           | Millor director                           | Tin shui wai dik ye yu mo       | Nominat          |
| 2011 | 48ns Premis Golden Horse                             | Millor director                           | Una vida simple                 | Guanyador        |
| 2011 | Premis Oscar de 2011                                 | Millor pel·lícula en llengua estrangera   | Una vida simple                 | Plantilla:Notnom |
| 2012 | 31ns Hong Kong Film Awards                           | Millor director                           | Una vida simple                 | Guanyador        |
| 2012 | Festival Internacional de Cinema de Hong Kong        | Premi a la trajectòria                    | N/D                             | Honored          |
| 2012 | Asian Film Awards                                    | Premi a la trajectòria                    | N/D                             | Honored          |
| 2015 | 34ns Hong Kong Film Awards                           | Millor director                           | Huang jin shi dai               | Guanyador        |
| 2015 | 34ns Hong Kong Film Awards                           | Millor pel·lícula                         | Huang jin shi dai               | Guanyador        |
| 2017 | 54ns Premis Golden Horse                             | Millor director                           | Ming yue ji shi you             | Nominat          |
| 2018 | 12ns Asian Film Awards                               | Millor director                           | Ming yue ji shi you             | Nominat          |
| 2018 | 37ns Hong Kong Film Awards                           | Millor pel·lícula                         | Ming yue ji shi you             | Guanyador        |
| 2018 | 37ns Hong Kong Film Awards                           | Millor director                           | Ming yue ji shi you             | Guanyador        |
| 2020 | 77a Mostra Internacional de Cinema de Venècia        | Lleó d’or a la carrera                    | N/D                             | Honored          |
| 2021 | 20è New York Asian Film Festival                     | Star Asia Premi a la trajectòria          | N/D                             | Honored          |